# Walvis Bay-Kuisebmund
Kuisebmund, häufig auch afrikaans Kuisebmond, ist eine Vorstadt der namibischen Hafenstadt Walvis Bay. Sie ist Verwaltungssitz des Wahlkreises Walvis Bay-Land. Ein Großteil der Einwohner von Walvis Bay lebt in Kuisebmund. Die Bevölkerung wird (Stand 2004) mit 33.570 Einwohnern angegeben.
Der Stadtteil wurde zu Zeiten der Apartheid für schwarze Menschen gegründet. Der Name bedeutet Mündung des Kuiseb. Mit dem Kuisebmund-Stadion befindet sich eines der wichtigsten Stadien von Walvis Bay in der Vorstadt.